# Remshalden
Remshalden är en kommun i Rems-Murr-Kreis i regionen Stuttgart i Regierungsbezirk Stuttgart i förbundslandet Baden-Württemberg i Tyskland.
Kommunen bildades 1 oktober 1974 genom en sammanslagning av kommunerna Geradstetten och Grunbach. Kommunerna Rohrbronn och Hebsack hade uppgått i Geradstetten och Buoch i Grunbach 1 januari 1972.